# Atlantisella incognita
Atlantisella incognita är en svampdjursart som beskrevs av Konstantin R. Tabachnick 2002. Atlantisella incognita ingår i släktet Atlantisella och familjen Euplectellidae.
Artens utbredningsområde är havet kring Azorerna. Inga underarter finns listade i Catalogue of Life.